# Isidoro Verga
Isidoro Verga, italijanski rimskokatoliški duhovnik, škof in kardinal, * 29. april 1832, Bassano Taverina, † 10. avgust 1899.

## Življenjepis
29. januarja 1877 je postal tajnik Zbora Rimske kurije.
10. novembra 1884 je bil povzdignjen v kardinala in imenovan za kardinal-diakona S. Angelo in Pescheria.
31. julija 1885 je postal prefekt Apostolske signature in 12. novembra 1888 za prefekta Kongregacije za posvetovanje o regularnih.
1. junija 1891 je bil imenovan za kardinal-diakona S. Maria in Via Lata, 22. junija 1896 za kardinal-duhovnika S. Callisto, 1. oktobra je postal uradnik v Rimski kuriji in 30. novembra istega leta je postal kardinal-škof Albana; škofovsko posvečenje je prejel 13. decembra 1896.